# Ommatius serrajiboiensis
Ommatius serrajiboiensis là một loài ruồi trong họ Asilidae. Ommatius serrajiboiensis được Vieira & Castro & Bravo miêu tả năm 2004. Loài này phân bố ở vùng Tân nhiệt đới.